# Pitfall : L'Expédition perdue
 (janvier 2016).
Si vous disposez d'ouvrages ou d'articles de référence ou si vous connaissez des sites web de qualité traitant du thème abordé ici, merci de compléter l'article en donnant les références utiles à sa vérifiabilité et en les liant à la section « Notes et références ».
Pitfall : L'Expédition perdue (ou Pitfall Harry : L'Expédition perdue, en anglais Pitfall: The Lost Expedition) est un jeu vidéo de plateforme-aventure en trois dimensions produit par Activision. Le jeu est sorti sur PlayStation 2, GameCube et Xbox le 20 février 2004 en Europe (18 février 2004 en Amérique du Nord). La version PC a été publiée le 15 octobre 2004.
Jeu vidéo aux ventes relativement modestes, Pitfall Harry parait à l'âge d'or du jeu de plateforme 3D des années 2000 à 2005 sur consoles 128 bits. Cette période a vu l'apparition de franchises et titres exclusivement vidéoludiques (non adaptés de films, de dessins animés, de séries ou de livres) telles que Jak & Daxter, Sly Cooper, Ratchet & Clank, Beyond Good & Evil, Rayman Revolution, Rayman 3 Hoodlum Havoc, Kya Dark Lineage, Maximo et Maximo vs Army of Zin, Evil Twin, Psychonauts, Vexx, Tak and the Power of Juju, Haven Call of the King, Blinx, Herdy Gerdy, …).
Le jeu a bénéficié d'une sortie sur la console Wii le 13 février 2009 sous le titre Pitfall : La grande aventure.

## Résumé
1935, l'avion emportant l'expédition du docteur Bernard Bittenbinder s'écrase au beau milieu de l'Amérique du Sud. Le chasseur de trésor Pitfall Harry, présent dans l'avion, se retrouve isolé en pleine jungle hostile. L'intrépide aventurier va devoir libérer les explorateurs égarés dans toute la région, aider la belle archéologue Nicole à sauver son père, disparu il y a des mois au cours d'une exploration. Il devra également aider une princesse indigène venue du passé à accomplir une ancienne prophétie et éviter la destruction de la cité d'El Dorado par les envahisseurs espagnols. Il trouvera sur son chemin son infâme rival, l'archéologue Jonathan Saint-Claire, venu chercher dans cette région les trésors de l'antique cité perdue. Celui-ci est aidé par une armée de mercenaires et par un sorcier amérindien aux sombres ambitions.

## Système de jeu
Pitfall Harry est un jeu vidéo de plateforme en 3D à la troisième personne. Le jeu est découpé en niveaux répartis en plusieurs zones (jungle, montagne, cavernes, …). Chaque zone comprend un temple dédié à une divinité animale (pingouin, scorpion, singe, caméléon) permettant de récupérer un artefact. La collecte des quatre artefacts permet à Harry de débloquer les portes d'El Dorado.
Harry rencontre au cours de cette aventure divers ennemis, tant animaux (scorpions, chauves-souris, piranhas, crocodiles, pingouins, …) qu'humains (indigènes, mercenaires). Comme dans tout jeu d'aventure, le héros est confronté à des pièges variés (sol qui se dérobe sous ses pieds, couloirs piégés, chemins enflammés, pieux qui sortent du sol, …) et doit résoudre des énigmes de toutes sortes.
Harry est aidé par plusieurs mouvements de base (marcher, courir, sauter à la corde, s'accrocher aux corniches, combattre à main nues, …), amenés à évoluer au fil de l'aventure. Harry libère de nombreux explorateurs au cours de son périple, lesquels le remercieront en lui offrant un fétiche. Harry peut échanger ces derniers contre des pages manquantes du « guide de l'héroïsme » auprès du chaman, permettant de débloquer de nouveaux mouvements et techniques de combat ainsi que des améliorations d'équipement.
Au gré de ses rencontres, Harry trouvera de nouveaux équipements (gourde, pic à glace, torche, canot pneumatique, lance pierres, TNT, masque à gaz, bouclier) ce qui lui permettra d'affronter les ennemis avec plus d'efficacité ou de se rendre dans des endroits inaccessibles jusqu'alors.

## Personnages Principaux

### Pitfall Harry
Harry est un chasseur de trésor intrépide, un brin dragueur, qui a un faible pour la jeune exploratrice Nicole, membre de l'expédition Bittenbinder. Le père de Harry serait le Dr David Crane (nommé d'après de Créateur de Pitfall), lequel l'aurait abandonné pour partir en exploration. Père et fils auraient perdu contact après qu'Harry ait abandonné ses études. Aventurier plus dragueur qu'archéologue avant le crash de l'avion, le périple qui l'attend va révéler tout l'héroïsme d'Harry. Celui-ci devra affronter pièges, animaux féroces, humains, sorciers et temples maudits. Progressivement, cette expédition de sauvetage va se transformer pour lui en une véritable quête en vue d'accomplir une ancienne prophétie inca. Non sans mal, Harry va collecter quatre artefacts permettant de débloquer les portes menant à El Dorado.
Au cours de l'aventure, Harry n'aura de cesse de manifester ses sentiments envers la jeune archéologue Nicole… ce qui la laissera de marbre. Celle-ci va même le trahir à la fin du jeu, remettant les artefacts à un sorcier afin de ramener son père à la vie. Celle-ci est trahie à son tour par Pusca qui la tue et se sauve par un portail temporel. Lancé à sa poursuite, Harry combat dans une arène le sorcier Pusca dont les pouvoirs augmentent. Harry reçoit sous la forme d'un papillon les pouvoirs de la princesse Micay lui permettant de battre le sorcier. Profitant de ses pouvoirs, Harry embrasse Nicole pour la ramener à la vie à la toute fin du jeu.

### Les alliés

#### Nicole McCallister
Nicole est une jeune archéologue qui s'est lancée dans l'expédition du docteur Bittenbinder afin de retrouver son père, Kevin McCallister, perdu lors d'une expédition il y a des mois.
Nicole demande dans un premier temps au sorcier Pusca de l'aider à trouver le temple où son père a été aperçu la dernière fois. Après avoir trouvé le corps de son père sans vie, Nicole est désemparée. Elle est réconfortée par Harry, bien décidé à découvrir quelle malédiction a bien pu s'aabattre sur Kevin McCallister. Plus tard, elle retourne à la Porte de l'El Dorado, et avec Harry et Micay, elle place les quatre artefacts dans leurs emplacements et ouvre le portail temporel avant de les voler, révélant qu'elle a conclu un accord avec Pusca : en échange des artefacts, celui-ci a fait la promesse de la renvoyer dans le passé pour qu'elle puisse sauver son père à temps. Elle ignore cependant les desseins funestes de Pusca qui la tue avant d'emmener les artefacts à travers le portal, emportant avec lui dans l'El Dorado la princesse Micay. Après avoir vaincu Pusca, à l'aide des pouvoirs magiques de Micay, Harry revient dans le présent et ramène Nicole à la vie, en l'embrassant.

#### Dr. Bernard Bittenbinder
Le docteur Bittenbinder est un archéologue, vieil ami de Kevin McCallister, père de Nicole. Bittenbinder mène l'expédition en vue de rechercher son ami. Agissant envers Harry en quelque sorte comme un mentor, il lui confie au début de l'aventure un lance pierre et le guide de l'héroïsme… auquel manquent quelques pages.

#### Princesse Micay
Une princesse indigène rencontrée par Harry au cours de ses aventures. Harry parvient à se lier d'amitié avec les indigènes en ramenant la princesse au village. Celle-ci révèle rapidement à Harry son secret : elle vient du passé et a besoin d'Harry pour trouver des artefacts permettant d'y retourner et sauver la cité d'El Dorado de l'invasion des conquistadors espagnols.

#### Hubert Leech
Un jeune inventeur faisant partie de l'expédition, ayant un don pour se retrouver dans les pires situations. Il apparait au cours de cinématiques à la fin desquelles il repart en s'accrochant à un engin volant, sorte d'hélice à moteur récupérée d'un avion.

#### Quicklaw
Jaguar venu du passé, il a été doté de la parole à la suite d'une malédiction pour le punir d'avoir volé la nourriture des villageois. Quicklaw est alors à la fois rejeté par les humains et par les siens. Vivant en solitaire depuis des siècles, il voit en Harry un ami potentiel, sauf que ce dernier ne semble pas vraiment apprécier les paroles absurdes et déjantées du jaguar.
À la fin du jeu, Micay lève le sort de Quicklaw, celui-ci peut enfin retourner vivre parmi les siens.

#### Explorateurs
Membres de l'expédition Bittenbinder, de nombreux explorateurs se sont égarés dans la jungle à la suite du crash de l'avion. La plupart sont capturés par des indigènes ou pris au piège dans des endroits improbables (bloc de glace, toile d'araignée, …). Il suffit à Harry de détruire ce qui les emprisonne ou de tuer les ennemis qui les séquestrent. Harry pourra les libérer au fur et à mesure de la découverte de nouveaux mouvements ou équipements. En remerciement de leur libération, les explorateurs offrent à Harry un fétiche d'or, monnaie d'échange appréciée du Chaman.

#### Le Chaman
Il peut être trouvé en pleine méditation dans certains niveaux. Ayant récupéré les pages manquantes du guide de l'héroïsme, le chaman propose de les échanger contre les fétiches récupérés par Harry.

### Les ennemis

#### Jonathan Saint Claire
Saint Claire est une caricature du chasseur de trésor cupide et sournois, prêt à tout pour arriver à ses fins. Il se fait aider dans son entreprise par le sorcier Pusca et finira par se faire abuser par lui. Devant son insistance à trouver les Portes de l'El Dorado, il finira tragiquement, pétrifié par le sorcier comme le fut l'archéologue Kévin McCallister sur le point de découvrir l'El Dorado.

#### Pusca
Chaman maléfique qui va successivement aider Nicole puis Jonathan Saint Claire, dans le seul but de servir ses propres intérêts. Pusca désire avant tout récupérer les artefacts et retourner dans le passé, non pas pour repousser l'envahisseur espagnol, mais pour prendre le pouvoir et asservir son peuple. Harry devra se battre contre ce sorcier lors de l'affrontement final.

## Éléments du jeu

### Créatures et adversaires fréquemment rencontrés dans le jeu
- Indigènes : Les indigènes sont au départ hostiles envers Harry, mais deviennent amicaux lorsque celui-ci ramène la princesse Micay saine et sauve au village. Cependant, tous ne vont pas l'entendre de cette oreille et les renégats, sorte d'indigènes aux yeux rouges, vont continuer à attaquer Harry.
- Mercenaires de Saint-Claire : Plus bêtes que méchants, ces sbires de Saint-Claire se font un malin plaisir à lui lancer des bâtons de TNT. Assez faibles, un coup de poing permet de les assommer pour de bon. La difficulté réside dans le fait de les approcher puisque ceux-ci ont fréquemment le réflexe de bondir se cacher derrière un objet.
- Porc Epic : Cet animal tout rose lance des pics à distance. Il est nécessaire de l'assommer une première fois avant de l'achever
- Fosses mangeuses hommes : Présentes dans les zones tropicales, ces trous béants dans le sol bordés de dents avaleront Harry à la moindre chute.
- Singes trapézistes : Se balançant au bout d'une liane, ils auront vite fait de précipiter Harry dans une fosse.
- Ninjas tournoyeurs : Très dangereux en phase tournoyante, ces indigènes des montagnes ne peuvent être approchés qu'en utilisant la même technique. À défaut il suffit d'attendre que ceux-ci s'épuisent et s'arrêtent temporairement de tournoyer.
- Pingouins : Défendant leur nid, les pingouins attaqueront Harry à vue en glissant vers lui, bec acéré en avant.
- Crocodiles : Surtout présents dans les zones tropicales du jeu, ils flottent immobiles à la surface de l'eau. Harry peut marcher dessus pour franchir une rivière. En revanche, si celui-ci a le malheur de plonger dans l'eau, ils n'hésiteront pas à l'attaquer.
- Singes hurleurs : Ces singes passent leur temps à dormir. Inoffensifs en tant que tels, il est recommandé de s'approcher d'eux à tâtons. S'ils se réveillent, les hurlements qu'ils provoquent alertent leurs congénères qui lanceront des noix de coco à Harry depuis les arbres.
- Scorpions : Apparaissant souvent dans les grottes sombres, ils essayent de blesser Harry avec leur dard.
- Chauves-souris : Elles attaquent dans le noir et se rencontrent fréquemment dans les grottes. Il est alors recommandé de marcher torche levée pour les éloigner.
- Piranhas : Présents dans les eaux tropicales, ils poursuivront Harry dans l'eau si celui-ci a le malheur de faire un plongeon.
- Anguilles électriques : Celles-ci vont électrifier l'eau, rendant l'accès à certains endroits impossible. Il est nécessaire de se doter du canot pneumatique pour avancer.
- Plantes toxiques : Celles-ci dégagent un gaz rendant l'accès à une zone inaccessible. Harry doit se munir du masque à gaz.
- Singes : Les bébés singes ont la fâcheuse manie de courir vers Harry et de s'agripper autour de son cou, rendant furieuse la maman singe qui fera tout pour assommer Harry. Il est impossible de se défaire d'un bébé singe, la meilleure solution étant de s'en tenir à l'écart.
- Ninjas : Ceux-ci se cachent dans des buissons. Ils suivront et attaqueront Harry dès que celui-ci aura le dos tourné.
- Scarabées des neiges : Ces gros insectes volants se font un malin plaisir à lancer de grosses poules de neige sur Harry.
- Ninja Boule de neige : Ces indigènes des montagnes se roulent en boule pour foncer vers Harry afin de l'écraser.

### Inventaire du héros
Harry découvrira ces objets au fur et à mesure.
- Gourde : Premier objet récolté dans l'aventure, la gourde permet d'emporter avec soi l'eau des fontaines miraculeuses trouvées dans les niveaux afin de restaurer la santé d'Harry. La capacité de la gourde  peut augmenter en débloquant l'amélioration auprès du Chaman.
- Lance-pierres : Première arme de jet du jeu, il permet d'atteindre des interrupteurs et d'assommer les ennemis à distance.
- Torche : Cette torche enflammée permet à Harry de s'éclairer dans les endroits sombres, elle est également utile pour enflammer des objets (toile d'araignées, faire exploser des barils de poudre, …) et éloigner les chauves-souris.
- Canot pneumatique : Il permettra à Harry de naviguer sur l'eau, notamment glacée, et de franchir les passages où l'eau est électrifiée (exemple : accès au barrage souterrain). Il peut accessoirement servir de luge pour glisser sur la glace dans la zone de montagnes.
- Masque à gaz : Il permet de franchir les nappes de gaz produites par les plantes toxiques présentes dans certains niveaux.
- Bâtons de TNT : Remis à Harry par un mineur de l'expédition Bittenbinder en récompense de son sauvetage, les bâtons de TNT permettent de détruire certains éléments en pierre et de tuer la plupart des ennemis en un seul coup.
- Pics à glace : Permettent à Harry d'escalader les murs de glace et de lancer une attaque tournoyante dévastatrice (seul moyen d'assommer les ninjas tournoyeurs dans les niveaux de montagne).
- Bouclier : Remis par le chef des indigènes en récompense du sauvetage de leur princesse, il permet de se protéger des ennemis lançant des projectiles et d'avancer vers eux en sécurité, ou encore de se projeter de la chute d'objets. Il permet enfin de détruire certains obstacles comme des murs d'épines.

## Compléments
- Il est possible de jouer à la version originale de Pitfall!, parue en 1982 sur Atari 2600, en débloquant un temple dans la jungle. Une statue y porte un immense écran et tient un joystick dans la main.
- À la fin du jeu, Harry semble faire une allusion à son père, David Crane. Ce nom est celui du créateur du jeu original.
- L'équipe de VO était dirigée par Margaret Tang de Womb Music[2].